# Ричи Рич
„Ричи Рич“ (на английски: Richie Rich) е американска комедия от 1994 година на режисьора на Доналд Петри и е базиран от едноименния герой от комиксите на Harvey Comics, по идея на Алфред Харви и Уорън Кремър. Филмът е разпространен от Warner Bros. Pictures под етикета на Warner Bros. Family Entertainment. Във филма участват Маколи Кълкин, Джон Ларокет, Едуард Херман, Джонатан Хайд и Кристин Еберсол, когато Реджи Джаксън, Клаудия Шифер и Бен Щейн участват в малки роли. Най-малкият брат на Кълкин, Рори Кълкин, играе ролята на младия Ричи.
През 1998 г. е последвано с продължение, директно на видео – „Коледното желание на Ричи Рич“ (1998).

## Дублажи

### Арс Диджитал Студио(2006)
| Преводач           | Надя Баева                                                                                       |
| Редактор           | Венета Маринова                                                                                  |
| Тонрежисьор        | Венцислав Велев                                                                                  |
| Озвучаващи артисти | Даниела Йорданова Силвия Лулчева Татяна Захова Стефан Димитриев Васил Бинев Георги Георгиев-Гого |

### bTV(2011)
| Преводач            | Калина Кирилова                                                                    |
| Тонрежисьор         | Радослав Колев                                                                     |
| Режисьор на дублажа | Поля Цветкова-Георгиу                                                              |
| Озвучаващи артисти  | Таня Михайлова Ева Демирева Цанко Тасев Петър Върбанов Илия Иванов Светломир Радев |

### Андарта Студио (2021)
| Преводач            | Гергана Стойчева-Нуша                                                                   |
| Тонрежисьор         | Надежда Иванова                                                                         |
| Режисьор на дублажа | Чавдар Монов                                                                            |
| Озвучаващи артисти  | Христина Ибришимова Ани Василева Христо Чешмеджиев Георги Георгиев-Гого Светломир Радев |